# Latin American Idol
Latin American Idol fue la versión para Latinoamérica de la franquicia inglesa Idols, famosa por su versión estadounidense American Idol. El show busca encontrar al ídolo pop de Hispanoamérica. El programa se transmite desde Buenos Aires, Argentina, siendo la transmisión durante los episodios finales, en vivo y en directo simultáneamente para más de 23 países de todo el continente. Se transmitieron 4 temporadas entre los años 2006 y 2009. Desde el año 2010 dejó de realizarse.

## Acerca del programa
Latin American Idol tiene lugar en Buenos Aires, Argentina y es transmitido enteramente para toda América Latina, excepto Brasil, que tiene su propia versión llamada Ídolos Brasil, lanzada en 2006, aunque un brasileño puede participar en el programa en español siempre y cuando sepa hablar y cantar en dicho idioma. Este es el primer programa de la serie Idols en ser transmitido en español. Sus presentadores son la venezolana Erika de La Vega y el argentino Monchi Balestra. El jurado en su primera temporada estuvo integrado por el cantante cubano Jon Secada, el puertorriqueño Gustavo Sánchez y la mexicana Elizabeth Meza, siendo esta última reemplazada desde la segunda temporada por la exintegrante del grupo Flans Mimí, también mexicana y Oscar Mediavilla de Argentina, sustituyendo a Gustavo Sánchez para la cuarta temporada.
Este programa se divide en 4 etapas: Audiciones, Teatro / Segunda etapa de audiciones, Workshops y Conciertos.

### Audiciones
Las audiciones de la primera temporada se realizaron, por orden de escala, en Caracas; Venezuela, Bogotá; Colombia, Ciudad de México; México y finalizando en Buenos Aires; Argentina; el país anfitrión. Todas la audiciones se produjeron entre abril y mayo de 2006. LAI es coproducido junto con Fremantlemedia, 19 Productions y Sony Entertainment Television. En la tercera temporada se escogió la Ciudad de Panamá, Panamá como la quinta ciudad para las audiciones, y en la cuarta temporada se seleccionó a San José, Costa Rica como sede, sustituyendo a la Ciudad de Panamá, Panamá y Bogotá, Colombia.
La etapa de audiciones se divide en 2 rondas:
- La pre-audición: En realidad son 2 pre-audiciones. Antes de presentarse en la televisión y ante el verdadero jurado del programa, otro cuerpo de jurado evalúa a los audicionantes para ver si merecen presentarse ante el verdadero jurado y ante la cámaras de televisión. El jurado que realiza estas pre-audiciones escoge a audicionantes que canten bien y crean que tienen alguna oportunidad de convencer al verdadero jurado, o bien, que canten mal y logren un espectáculo divertido para el show.

- La audición: Luego de la pre-audición, el cuerpo de jurado de la temporada correspondiente (de vez en cuando un jurado invitado conforma el cuerpo de jurado) escucha a los audicionantes y les dicen sus opiniones. Luego cada jurado da un "Sí" o un "No" a los audicionantes. El audicionante necesita dos de tres "Sí" para pasar a la etapa del teatro. Si el audicionante se enfrenta a cuatro jurados necesitará tres de cuatro "Sí" para poder llegar a la etapa de teatro. Si hay cuatro jurados y el audicionante solo obtiene dos "Sí" se pide al audicionante que salga del lugar, para que después de un rato el jurado decida si debe o no llegar al teatro. Al pasar esta etapa los audicionantes se convierten en participantes a los que se les invita a la siguiente etapa en Buenos Aires, Argentina con la frase "Bienvenido/a a Latin American Idol". Aproximadamente 100 personas son las que reciben esta frase y son invitadas al teatro.

### Teatro / Segunda etapa de audiciones
El teatro es tal vez la etapa más difícil de Latin American Idol e incluso el segmento más corto de la temporada, muchos inconvenientes ocurren usualmente en esta etapa producto del nerviosismo y el cortísimo tiempo con que cuentan los participantes para prepararse. Las oportunidades de convencer a los jueces son muy pocas por lo tanto los errores que se cometan en el teatro son difíciles de remediar. Debido a que en esta complicada etapa se van muy buenos participantes, el jurado siempre los exhorta a que vuelvan a participar el año siguiente.
La etapa del teatro se realiza en un teatro de Buenos Aires, Argentina. Tiene una duración de dos días en las cuales los participantes suelen no dormir preparándose para su presentación, lo cual también hace difícil esta etapa ya que el tiempo de preparación es muy pequeño.
Los participantes que reciben la famosa frase "Bienvenido/a a Latin American Idol" se les invita al Teatro. La producción les paga el boleto para llegar a Argentina. Una vez en el teatro se les da un discurso de parte de los jueces, luego se les acomoda en un hotel e inmediatamente después comienza la primera ronda, Audiciones en fila.

## Ediciones deLatin American Idol
| Edición | Año  | Ganador/a           | Segundo lugar       | Tercero Lugar   | Cuarto lugar     | Quinto lugar       | Sexto lugar          |
| ------- | ---- | ------------------- | ------------------- | --------------- | ---------------- | ------------------ | -------------------- |
| I       | 2006 | Mayré Martínez      | Noelia Soto         | Efraín Medina   | Gabriel Suárez   | Hernan López       | Andrea del Valle     |
| II      | 2007 | Carlos Peña         | Ricardo Caballero   | Rosángela Abreu | Arquímedes Reyes | Silvia De Freitas  | Francisco Pérez      |
| III     | 2008 | Margarita Henríquez | María José Castillo | Sandra Muente   | Francisco Madrid | Manuel Arauz       | José Manuel Espinoza |
| IV      | 2009 | Martha Heredia      | Eduardo Aguirre     | Ruben Álvarez   | Sara Bellomo     | José Fernando Lara | Lady Balarezo        |

### Temporada 1
La primera temporada fue diferente a las posteriores ya que solo se dividió entre dos rondas.
La etapa del teatro se dividió en dos rondas:
- Ronda 1: Canción en grupo de tres. Los 100 participantes son divididos por sexo, y cada grupo se canta en grupo de tres. De estos se escogen aproximadamente 60 participantes para la siguiente etapa.

- Ronda 2: Canción en solo. Cada participante se le dio a escoger entre cuatro canciones de las cuales debían cantar en un solo para obtener su boleto a los workshops. Se escogen a los mejores 30 de Latinoamérica en esta etapa.

Esta etapa se realizó en un episodio.

### Temporadas 2 y 3
La etapa del teatro se divide en tres rondas, que explicaremos a fondo cada una.
- Ronda 1 - Audiciones en fila: De los aproximadamente 100 participantes que llegaron al teatro, se les organiza en aproximadamente 10 filas para que cada uno de los participantes vuelva a audicionar a capela y con un micrófono. Cada participante audiciona uno por uno. En la primera temporada dividieron a los participantes en 3 grupos en los cuales metieron a cada grupo en un cuarto, justo después el jurado fue a cada cuarto y dio a conocer cuales de los 3 grupos pasaron la ronda 1. En las temporadas 2 y 3, después de que todas las 10 filas pasaran a audicionar, el jurado vuelve a llamar a cada fila y llaman al frente a algunos participantes de manera que la misma fila quedara subdividida en 2 filas, y de ahí decían si la fila de al frente o la de atrás continuaba o era eliminada del concurso.

- Ronda 2 - Presentaciones en grupo: Luego de la primera etapa, se da un pequeño descanso de unas cuantas horas y se empieza la segunda ronda. En la primera temporada fue la única en la cual esta ronda fue realizada en tríos. Se dividieron por sexos y hubo tríos de hombres y de mujeres. En la segunda temporada, los participantes se van agrupando en parejas (generalmente un hombre con una mujer) para cantar a dúo. En la primera y segunda temporada el jurado escogía a los participantes para que cantarán a dúo o trío. En la tercera temporada en esta etapa había más mujeres que hombres, por lo tanto se hizo una especie de fiesta para que se preparan entre ellos los dúos. Las mujeres que no encontraron pareja tuvieron que hacer dúo con otra mujer. En esta ronda se cantan con música en vivo. Al terminar se llamó a cada dúo o trío y el jurado le decía a cada uno de los miembros del grupo que pasaban.

- Ronda 3 - Presentaciones en solo: Después de la segunda ronda, el jurado da a escoger cuatro canciones, para que en lo que sobre del día y del otro día se preparen aprendiéndose la letra. Esta ronda se caracteriza porque a los participantes constantemente se les olvida la letra. También están cansados para practicar ya que muchos deben ensayar en la noche y no duermen muy bien. Todos estos factores afectan la presentación de muchos y les cuesta ir a la siguiente etapa. El jurado dice que en verdad que no importa mucho si a los participantes se les olvida la letra, lo que en verdad les importa es calificar como se recuperan después de estar en una situación como esa. Al terminar está última ronda, el jurado manda a organizar grupos de cinco para escoger a los 30 mejores de Latinoamérica, los cuales son llamados semifinalistas.

Esta etapa se realizó en dos episodios.

### Temporada 4
La etapa de teatro se le cambia el nombre a "Segunda etapa de audiciones" (Temporada 4)
El nombre se le cambia debido a que esta etapa no se realiza en un teatro en Argentina, sino en una enorme habitación, en cada país sede de las audiciones y con un único público, los jueces. A diferencia de los teatros solo llegan alrededor de 50 personas a esta etapa. Se realiza en un episodio y dispone de dos rondas.
- Ronda 1 - Audiciones en fila: Se les organiza en filas de 5 personas y cada persona con un micrófono, canta a capela, una canción de su escogencia (de ahí para evaluar que tan bien saben seleccionar su repertorio). El mecanismo de selección es el mismo que de la temporada 2 y 3, llaman a cada fila audicionante, e indican a algunos de los concursantes que den un paso al frente quedando así 2 grupos, luego indican que fila es la que continua en la siguiente ronda.

- Ronda 2 - Presentaciones en solo: El jurado da a conocer 4 canciones para los concursantes, de los cuales los participantes seleccionan y tienen lo que les resta de la noche y lo que comienza del día siguiente para aprenderse la letra. Esta ronda tiene una dificultad mayor, debido al tiempo que tienen para preparar todo, no simplemente para aprenderse la letra, si no para ensayarla e implantarle arreglos y todo lo necesario para darle estilo propio a la canción, suele que a los concursantes se les olvide la letra. En esta ronda se dio un caso en particular que un concursante sin saber el resultado de dicha ronda, optó por rendirse. Después de todas las audiciones, el jurado convoca uno por uno a los participantes y les indica quienes son los eliminados y quienes parten a Buenos Aires, Argentina.

Esta etapa se realizó en un episodio.

### Workshops

#### Temporadas 1, 2 y 3
Los 30 semifinalistas son organizados en tres grupos de diez semifinalistas cada uno. Los workshops consisten en un pequeño escenario en el cual hay una pequeña cantidad de público y el jurado en que cada uno de los 30 semifinalistas da su debut personal y directamente ante toda Latinoamérica, en otras palabras, su carta de presentación ante el público, y además, que es la primera vez en que su pase a siguiente etapa depende enteramente del voto del público. Esta etapa no es como las audiciones o el teatro, en las cuales muchas de las presentaciones eran cortadas. En el workshop cada participante se presenta en la plataforma, después de hablar de él en un vídeo previo. En la primera temporada los participantes cantaban junto a un solo instrumento, un piano. En las siguientes temporadas había una banda completa.
En esta etapa se realizan 4 workshops. Tres de ellos es necesario el voto del público y uno especial que es completamente decisión del jurado. Cada grupo de 10 de los 30 semifinalistas forma uno de los tres primeros workshops (De los cuales cada participante fue puesto al azar). El último workshop es el workshop comodín o llamado vulgarmente Wild Card, en el cual pasan los rescatados de cada workshop.
En un workshop común, cada uno de los semifinalistas se presenta en la plataforma cantando una canción cualquiera en español de cualquier género. Antes de presentarse el semifinalista, se coloca un vídeo para conocer mejor a cada uno de los semifinalistas. Durante la presentación aparece un pequeño aviso con el nombre y apellido del participantes y abajo indicará el nombre que se debe escribir y el número al cual hay que enviar el mensaje de texto para votar por esa persona. Generalmente el nombre que hay que escribir es el primer nombre del semifinalista, si en caso tal dos o más de los 30 semifinalistas tienen el mismo nombre, se los coloca para votar en el mensaje de texto el apellido de cada uno. En casos muy especiales se les coloca el apodo en los mensajes de texto para votar por el semifinalista, pero esto es muy raro que suceda. Luego de terminar la presentación, el jurado opina sobre la presentación. Al terminar el workshop se abren las votaciones. El público vota y al día siguiente es el show de resultados de cada workshop. En este show de resultados, se revela la decisión del público. Los tres semifinalistas más votados se convierten en finalistas. Luego de que se revele la decisión de Latinoamérica, el jurado rescata a dos de los 7 semifinalistas que no fueron escogidos por el público para que participen en el último workshop, el workshop comodín (Wild Card).
Como son tres workshops pasan 9 finalistas con el apoyo del público. El formato normal de Latin American Idol dice que deben ser 10 finalistas solamente (Esto se ha cumplido solamente en la primera temporada). Dos rescatados de cada workshop forman 6 semifinalistas en total para participar en el Wild Card, en el cual el jurado escoge solo a uno. En la segunda y tercera temporada ha habido una irregularidad en los Wild Cards, ya que en el tercer workshop de cada temporada se rescató por sorpresa a uno más de cada workshop para participar en el Wild Card. En el Wild Card, el jurado escogió a tres semifinalistas para que se conviertan en finalistas.
Debido a esta irregularidad, la segunda y tercera temporada han contado con 12 finalistas en vez de 10. Los semifinalistas que logren convertirse en finalistas, mantendrán siempre en mismo nombre para que puedan votar por ellos.

#### Temporada 4
En la cuarta temporada, los workshops disminuyeron en vez de realizarse cuatro se realizaron dos. Como en la "segunda etapa de eliminación" se escogen 20 participantes, de los cuales 10 son hombres y 10 son mujeres. Cada workshop es para un sexo. El primer workshop es para hombres y el segundo para mujeres. En cada workshop se escogen a los 5 participantes más votados. También como era de esperarse el jurado rescata a los participantes. En cada workshop el jurado puede escoger a un semifinalista que no haya logrado los votos necesarios para que se convierta en finalista. Por ende al final de esta etapa nos encontraremos con 12 finalistas como en temporadas anteriores. Cabe resaltar que este nuevo método es para que no ocurra lo que sucedió en las temporadas 2 y 3. En la segunda temporada, los hombres dominaron la cantidad de finalistas (9 a 3) y en la tercera temporada, las mujeres dominaron (7 a 5). Esta temporada al igual que la primera temporada tendrá una equidad con respecto al sexo de los finalistas.

### Conciertos
Durante la primera temporada, el número de participantes en la etapa final (etapa de conciertos) fue de 10 participantes, sin embargo, para la segunda temporada y tercera temporada, debido a la alta calidad de los finalistas de estas últimas, el jurado y equipo de producción tomaron la decisión de aumentar el número de personas de los conciertos a 12 finalistas. Ya en la cuarta temporada se asimilaron que serían 12 finalistas.
Según el formato normal de Latin American Idol se debe realizar esta etapa en nueve conciertos. Esto se ha cumplido a pie de la letra a pesar de que haya más finalistas de lo planeado.
En la etapa final, el jurado no tiene convicción en la eliminación de los finalistas. Todo lo que vale para la eliminación es el voto del público, el jurado solo comenta en las presentaciones.
La etapa final se divide en nueve conciertos. Cada concierto se le es dedicado dos episodios: uno para las presentaciones y otro es el show de resultados. En cada día de las presentaciones del concierto, cada finalista se presenta por una canción escogida por él dependiendo del tema correspondiente a cada concierto. Justo al terminar las presentaciones se inician las votaciones, entonces Latinoamérica tiene aproximadamente 15 horas para votar por su preferido. Al empezar el show de resultados al día siguiente se cierran las votaciones y uno o más finalistas son eliminados. Debido a que ha habido más finalistas de lo esperado en las últimas tres temporadas, la producción ha tenido que ajustar los primeros conciertos. En la segunda y cuarta temporada, se eliminaron a dos finalistas en los primeros dos conciertos. En la tercera temporada se eliminaron a tres finalistas en el primer concierto. Cada concierto tiene un tema, y cada uno de los finalistas deben presentarse con una canción acorde al tema. Mientras el finalista se presenta aparecerá el nombre del finalista y abajo las instrucciones de como votar por el finalista. En Argentina y Uruguay se mantiene el 35355 (A estos mismos números se votaban en los workshops). En el resto de Latinoamérica se envían al 43657 (IDOLS) y en Puerto Rico por ser un territorio de los Estados Unidos obtienen un número especial, el 55225. A mitad de esta etapa cuando ya se han eliminado a varios finalistas, en el sexto concierto, con los últimos cinco finalistas; los finalistas deberán presentarse con dos canciones por concierto hasta la semifinal (octavo concierto), el cual suele no tener tema. Al quedar los tres últimos finalistas, que son considerados semifinalistas de la etapa de los conciertos (En la tercera temporada hubo una irregularidad con este tipo de semifinalistas ya que hubo cuatro de ellos debido a que en el antepenúltimo concierto no se eliminó a nadie, posteriormente esta irregularidad se arregló eliminando a dos concursantes en la semifinal). Estos tres semifinalistas de la etapa de conciertos, justo después de que se termina el show de resultados del séptimo concierto son mandados con un grupo de producción de Latin American Idol para que vayan a sus respectivos países. Ahí la producción graba todo lo que hacen los finalistas en sus tierras, además de enviar con ellos a los profesores de canto para prepararlos para el concierto semifinal. En el concierto semifinal, los finalistas cantan dos canciones y como es regularmente se elimina a uno o en el caso de la tercera temporada a dos. Los dos restantes, se convierten en finalistas de la etapa de conciertos. Y uno de ellos será el ganador de la temporada.
El concierto final de Latin American Idol es el noveno concierto y es diferente a los otros. Debido a que solo quedan dos finalistas, cada uno debe cantar tres canciones. El último concierto no tiene tema. La producción del programa escribe dos canciones completamente inéditas para que los finalistas canten en este concierto. En la primera ronda de este concierto un finalista canta una canción inédita y el otro finalista canta la otra canción. En la segunda ronda cada finalista canta su mejor presentación durante todo su paso en Latin American Idol. En la tercera ronda cada finalista canta la canción inédita que no cantó en la primera ronda. El show de resultados de este último concierto es llamado la gran final porque en este se decide el nuevo Latin American Idol. La gran final es el episodio más largo de la temporada porque las audiciones y las dos partes del teatro duran una hora de transmisión. Los show de resultados duran media hora, pero la gran final dura dos horas y es el único episodio que se transmite completamente en vivo. En la gran final cantan los finalistas de la temporada, y una gran cantidad de artistas invitados. Al terminar el programa se decide el ganador por los votos del público y éste consigue un contrato con SONY BMG.

## Sinopsis de las temporadas

### Primera Temporada
La primera temporada de Latin American Idol tuvo su premier el 12 de julio de 2006. Su patrocinador oficial fue Movistar Hubo 4 audiciones: Ciudad de México, México; Bogotá, Colombia; Caracas, Venezuela y por supuesto en el país de origen, Argentina en su capital Buenos Aires.
Los presentadores fueron: Erika De la Vega y Ramón "Monchi" Balestra. Los jueces fueron: Jon Secada, Gustavo Sánchez y Elizabeth Meza. Antes de iniciar los jueces de American Idol; Simon Cowell, Randy Jackson y Paula Abdul presentaron en Sony Entertainment Television un vídeo diciendo que venía la versión latinoamericana del show.
El teatro de esta temporada es único comparada con las otras temporadas ya que ésta se dividió en 2 etapas en vez de tres. El 2 de agosto, se llevó a cabo la realización del Primer Workshop, en donde se escogieron los finalistas: Gabriel Suárez, Lilia Mariñelarena y Mayré Martínez. El 9 de agosto de 2007 el segundo Workshop, en el cual pasaron a la siguiente fase Isa Mosquera, Dennis Smith y Andrea del Valle. El 17 de agosto, el último trío de finalistas escogidos fue dado a conocer: Efraín Medina, Hernán López y Noelia Soto. De cada uno de los workshops, fueron salvados dos concursantes, los cuales pasaron al grupo del último workshop que se dio a conocer como La última oportunidad. El concursante salvado en este último workshop fue John Paul Ospina, quien se unió a los otros nueve concursantes gracias a la ayuda que le brindó el jurado para formar el grupo de diez finalistas. John Paul Ospina se convirtió en el primer Wild Card de Latin American Idol y también en el único en ganar el workshop de la última oportunidad sin sorpresas de escoger más finalistas. Argentina obtuvo cuatro finalistas, Colombia y México dos cada uno y Chile y Venezuela pasaron uno por cada país para un total de 10 finalistas.
En la siguiente etapa se realizaron las llamadas "galas" en las cuales cada participante cantaba una canción y eran votados por el público, los 3 participantes menos votados eran llamados al "Bottom 3" y uno de ellos era eliminado, mientras que los otros eran nombrados aleatoriamente. En la segunda etapa pasó a ser "Bottom 2", es decir 2 participantes menos votados, y cada participante cantaba dos (2) canciones por concierto. Ya después de las dos etapas de las galas se llegó a la semifinal conformada por Mayré Martínez de Venezuela, Noelia Soto de Argentina y Efraín Medina de México, resultando el representante mexicano eliminado, lo cual dio como finalistas a la venezolana Mayré Martínez y la argentina Noelia Soto, al final de la temporada, cada finalista canto tres (3) temas, dos inéditos y su favorito cantado en la competencia, la votación fue extendida a veinticuatro (24) horas, resultando la venezolana Mayré Martínez, ganadora del concurso, y la única concursante que no estuvo propuesta para ser eliminada. En declaraciones posteriores a la final, el jurado Gustavo Sánchez informó que Mayré había obtenido el 76.5% de los votos.

### Segunda Temporada
En la segunda temporada, la juez mexicana Elizabeth Meza abandonó el concurso dándole un puesto a Irma Angélica "Mimí" Hernández, otra juez mexicana. Movistar volvió a refundar su apoyo al programa. Las audiciones de mantuvieron iguales (Bogotá, Colombia; Ciudad de México, México; Caracas, Venezuela y Buenos Aires, Argentina) al igual que los presentadores, la venezolana Erika De la Vega y el argentino Ramón "Monchi" Balestra. Las reglas se cambiaron para que los menores de 18 años pudieran participar, el concurso se bajó hasta los 16 años. También el concurso se subió de 28 a 30 años.
El teatro cambió radicalmente comparado con la primera temporada en vez de dos rondas, se desarrollaron tres rondas: audiciones en fila, dúos y presentaciones en solo. El jurado dio a escoger las canciones para las rondas de dúos y las presentaciones en solo. El jurado agrupó en la ronda de dúos a cada participante. Al acabar con la ronda del teatro se escogió al top 30 de Latinoamérica.
Los tres workshops empezó el público latinoamericano a votar. Y se escogieron 9 de los 10 finalistas que se pensaba escoger, en los tres primeros workshops. En estos se escogieron a los dos primeros finalistas de Centroamérica en el concurso; Carlos Peña de Guatemala y Arquímedes Reyes de El Salvador. También se escogió a los primeros menores de edad finalistas del concurso, Francisco Pérez de Colombia y Emiliano Sansone de Argentina. Por primera vez en el concurso de los primeros tres workshops solo se escogió a una participante del sexo femenino, Silvia de Freitas de Venezuela. En el tercer workshop se tomó a muchos por sorpresa porque el jurado y la producción improvisadamente decidieron salvar a más personas y en el workshop comodín se escogieron en vez de a uno, tres finalistas más. Lo cual se transformó en 12 finalistas. En este workshop clasificó la primera finalista del Caribe, Rosángela Abreu de Puerto Rico. En este workshop clasificaron dos chicas y un chico, dejando a nueve finalistas masculinos y tres finalistas femeninos. Tras los workshops, Argentina y México obtuvieron respectivamente cuatro y tres finalistas, países como El Salvador, Guatemala, y Puerto Rico aprovecharon su primera oportunidad en la final con un finalista, por el contrario Colombia y Venezuela solamente reprensentaron a un participante cada uno y Chile no obtuvo finalistas.
Seleccionados los 12 finalistas comenzó la etapa de los conciertos. En el primer y segundo concierto se eliminaron los 2 participantes con menos apoyo del público, a partir del tercer programa solo se despedía a un finalista, todo esto debido a que en esta etapa se debe realizar en nueve conciertos. Increíblemente, los participantes argentinos que tenían a los 4 representantes entre los finalistas fueron eliminados rápidamente: dos en el primer concierto, uno en el segundo y el último en el tercero. En a la semifinal llegaron Rosángela Abreu, Ricardo Caballero y Carlos Peña. En el programa final, luego de un gran espectáculo musical y un desempeño extraordinario de los dos finalistas, se dio a conocer que Carlos Peña de Guatemala era el ganador, es de hacer notar que Peña fue el único participante quien nunca estuvo en riesgo de ser eliminado, ya que jamás se encontró entre los menos votados. Además, en esta temporada se caracterizó por la intención de la producción del programa por penetrar más en el mercado mexicano.

### Tercera Temporada
Una vez terminada la temporada 2007, inmediatamente comenzó la planificación y el desarrollo de lo que sería la tercera temporada del programa. Proceso que comenzó con las inscripciones para las audiciones en el sitio web del programa entre los meses de enero y febrero del 2008. Dicha instancia fue aprovechada por Sony Entertainment Television para ratificar que los mismos jueces y conductores de la temporada anterior volverían a participar este año. Antes de empezar se hizo un programa de 6 episodios con el hecho de rendición de cuentas llamado "El ídolo", en este documental se explicó todo lo que ha hecho Carlos Peña, el último episodio fue el día antes del primer episodio de la tercera temporada de Latin American Idol. En esta temporada se bajó la edad de los participantes a 15 años y también la edad tope de 30 a 28 años.
Por primera vez se agregó una nueva ciudad para las audiciones. En esta temporada se agregó una ciudad en Centroamérica, Ciudad de Panamá. Al acabar las audiciones, se escogieron 96 participantes. El teatro se mantuvo igual que en la temporada anterior con las mismas rondas. Pero en el caso de la segunda ronda, los participantes se escogían entre ellos. De la etapa de teatro se escogieron los 30 semifinalistas.
La sorpresa fue en los workshops, por primera vez en la historia de Latin American Idol, se escogieron a 5 centroamericanos finalistas. Países como Panamá, Perú, Costa Rica y Nicaragua tuvieron su primera oportunidad en la final siendo Perú con dos finalistas. Por el contrario, los países que siempre obtuvieron más finalistas fueron los que menos obtuvieron: México obtuvo dos finalistas, Argentina (país residente) y Venezuela solo tuvieron un finalista cada uno e incluso por primera vez Colombia no obtuvo finalistas. Otra curosidad es que es la primera vez que la República de Panamá fue seleccionada y ganá el mejestuoso concurso con 3 representantes en el programa.
En los conciertos, se llevó a mucho controversia el hecho de que los votos iban siempre del país del participante. Participantes favoritos por los jueces como Francisca Silva y Anne Lorain Lanier fueron eliminados en el primer concierto poniendo en duda la validez del voto en Latinoamérica. Luego de estas situaciones se llegaron a puntos de intensa tensión con el jurado Gustavo Sánchez, que tuvo fricción con los participantes Manuel Arauz y José Manuel Espinosa, pero estas fueron solucionadas rápidamente y también hubo fricción entre la jueza Mimí y la participante María José Castillo. Además, Pako Madrid con base en los primeros cuatro conciertos estuvo entre los menos votados a tal punto que estuvo a punto de ser eliminado en el cuarto concierto.
En el séptimo concierto, quedando cuatro finalistas. Por primera vez, no se eliminó a ningún finalista en el show de resultados y los votos fueron acumulativos. Se llegó a la semifinal de los conciertos con cuatro finalistas y se eliminaron a dos finalistas en este punto crítico. Al eliminarse quedaron dos finalistas María José Castillo y Margarita Henríquez. Dos países vecinos en la final. Esta temporada la ganó la panameña Margarita Henríquez.
Según el diario "El Siglo" de Panamá, Margarita superó en la final a la costarricense María José Castillo con el 75.3% de los votos.
A principios de mayo Sony Entertainment Television anunció a través de la página web oficial del programa que el ciclo 2008 de Latin American Idol partiría el jueves 19 de junio y que volvería a emitirse los miércoles y jueves en horario estelar con repetición el sábado por la tarde. El esquema de programación se mantuvo así por los próximos cuatro meses.

### Cuarta Temporada
Esta temporada fue estrenada el miércoles 9 de septiembre de 2009 a las 9:00pm a través del canal Sony Enterteiment Television la 4.ª Temporada inició la búsqueda del nuevo ídolo pop en la Ciudad de México, México, seguida de Caracas, Venezuela, luego en San José, Costa Rica y finalmente en la ciudad anfitriona Buenos Aires, Argentina
Este año se agrega la ciudad San José, Costa Rica para las audiciones, reemplazando a Bogotá, Colombia quien había sido sede de las audiciones los tres años anteriores y a Ciudad de Panamá, Panamá.
También se realizaron diversas audiciones en varios países latinoamericanos por jueces locales, y los preseleccionados pasaron a una eliminatoria que realizaron los jueces del programa vía satélite, para luego presentarse en las audiciones en San José y en Ciudad de México. Este año se subió la edad de los participantes de 15 a 18 años. La edad tope se mantuvo en 28 años quedando el rango de edad igual a la primera temporada.
El conductor que animó junto a Erika de la Vega, Monchi Balestra no estuvo presente esta temporada haciendo que la venezolana conduzca el espectáculo en solitario; igualmente Gustavo Sánchez quien fue jurado entre 2006 y 2008 abandonó su puesto esta temporada siendo reemplazado por el productor argentino Oscar Mediavilla. En esta temporada por primera vez se permitió utilizar instrumentos en las presentaciones.
Esta temporada se caracteriza porque ningún país tiene más dominio con los finalistas, casi todos los países poseen solo uno a excepción de México y Costa Rica que colocaron a dos participantes. Además de que solo un país de Centroamérica logró tener finalistas esta temporada comparado con las dos temporadas pasadas que al menos dos países estuvieron en la etapa de conciertos. Los países sudamericanos Paraguay y Ecuador por primera vez obtuvieron finalistas, al igual que República Dominicana, que lleva a los escenarios del Latin American Idol a su primera finalista y ganadora de la cuarta temporada, Martha Heredia.
En la gran final de la cuarta temporada, la Dominicana Martha Heredia logró ser la nueva ganadora de Latin American Idol, venciendo al costarricense Eduardo Aguirre. Heredia fue favorecida tanto por el público como por el jurado y nunca estuvo en riesgo de ser eliminada, ya que siempre se encontró entre los finalistas más votados.

## Señal Abierta
Pese a que el programa fue concebido originalmente como un proyecto creado exclusivamente para la televisión por cable, la necesidad de promocionarlo obligaba irremediablemente la realización de una gran campaña de difusión a nivel latinoamericano, que implicaba visitas del elenco a distintos programas de radio y TV abierta, entrevistas en diferentes diarios, revistas y sitios de internet, encuentros con el público entre otras actividades.
En el primer año, fue célebre la exclusiva de Venevisión que obtuvo la primera entrevista para Venezuela de Mayré Martínez tres horas después de ser proclamada como la primera ganadora del programa. Igualmente lo fue cuando llegó al Aeropuerto de Maiquetía y cuando concedió su primera entrevista en un estudio de televisión de ese país. Otros homenajes fueron celebrados en los programas Super Sábado Sensacional, Fama, sudor y lágrimas y las galas del Festival de la Orquídea y la última edición del 2 de Oro, en ambos eventos recibió distinciones de platino.
Al año siguiente, Latin American idol hace su primera incursión en la TV de aire: la segunda edición se emitió vía WAPA Televisión, canal 4 de Puerto Rico con cierta repercusión del público boricua. Y, días después de la gran final, el Canal 3 de la TV abierta guatemalteca organizó un programa especial en el cual Carlos Peña, ganador de la temporada 2007, fue recibido con todos los honores. En dicho evento participó como conductora invitada Erika de la Vega.
Para la tercera temporada, se decidió que algunas televisoras de señal abierta transmitieran el programa con una sola condición: hacerlo con, por lo menos, dos horas de retraso y que el último programa fuese con transmisión directa. Las cadenas
que aceptaron el reto fueron Cadena tres de México, TVMax de Panamá y Teletica de Costa Rica, En las dos últimas mencionadas, la emisión en abierto de la gran final obtuvo índices de sintonía mayores al 50% de índice de audiencia, audiencia que solamente obtienen eventos como los mundiales de fútbol y la Teletón. El lunes 13 de octubre, TVN y su cadena hermana TVMax organizaron y transmitieron de forma conjunta el recibimiento a Margarita Henríquez en el aeropuerto de Tocumen y que finalizó con un concierto gratuito en la Transístmica.
Durante los tres años anteriores hubo también algo en común: algunos programas buscatalentos de señal abierta como Rojo (TVN) y Mekano (Mega), ambos de Chile, o Desafío y fama (Panamericana TV, Perú) organizaron selecciones especiales con votación tanto de jueces como de televidentes con el fin de enviar a un representante al programa pero con una salvedad: irían directamente a la prueba del teatro.
En el 2009, el conglomerado internacional Albavisión (de propiedad del magnate Angel González) decide comprar parte de los derechos de transmisión internacional del programa para que el público que no pueda acceder a la TV de suscripción pueda disfrutar del espectáculo y apoyar a sus favoritos a través de las televisoras que integran dicha asociación. En el mencionado acuerdo se designó a Canal 9 como cabeza de cadena ya que el estudio principal de su centro de producción será utilizado para la realización del programa. También se concedieron derechos de transmisión en algunas televisoras como TVN de Panamá, Telecorporación Salvadoreña de El Salvador, Telesistema 11 de República Dominicana, Repretel de Costa Rica, Red Global (En Vivo) y ATV (En Diferido) del Perú, Red Telesistema (RTS) de Ecuador, La Red de Chile, TV Azteca de México a través de Azteca 7 y Paravision canal 5 (En Vivo) de Paraguay.